# 岷江入楚
『岷江入楚』（みんごうにっそ/にゅうそ/じっそ）とは、『源氏物語』の注釈書である。『濫觴無底抄』、『源氏注抄』、『源氏物語詮抄』、『源氏物語岷江入楚』などとも呼ばれる。

## 概要
全55巻。中院通勝（1558年（永禄元年）-1610年（慶長15年））著。1598年（慶長3年）完成。中院通勝が丹後に出奔した際、細川幽斎に出会い、要請を受けて記したものであり、『岷江入楚』という書名も細川幽斎の命名である。
通勝は『岷江入楚』の後、『九条家本源氏物語聞書』と呼ばれる注釈書（聞書）を著している。

## 内容
総説の後、各巻ごとに源氏物語の本文から重要な部分を取り出して、日本・中国の文献をはじめ仏典に至るまで、広い範囲の文献を引証し、また儒教的・道徳的な精神によって解釈されている。それまでの源氏学の集大成を試みたもの。それまでの諸注釈を明示して踏まえている結果源氏物語の本文全文を含まない注釈書としては最も大部なものとなった。利用された注釈は以下の6本：
- 「河」 『河海抄』
- 「花」 『花鳥余情』
- 「弄」 『弄花抄』
- 「秘」 称名院（三条西公条）説（『細流抄』に一致する注が少なくない）
- 「箋」 三光院（三条西実枝）の『山下水』と中院通勝自身の聞書
- 「或抄」 『長珊聞書』

以上の6本は道勝の「此抄引処ノ肩付」によるが、『奥入』、『弘安源氏論議』なども所々に引用されて、聞書や道勝自身の私説も多い。

## 印刷本
数多くの印刷本が出版されている。
- 室松岩雄編『国文註釈全書 第18 源氏物語岷江入楚 巻第1-16』國學院大學出版部、1910年
- 室松岩雄編『国文註釈全書 第19 源氏物語岷江入楚 巻第17-35』國學院大學出版部、1910年
- 室松岩雄編『国文註釈全書 第20 源氏物語岷江入楚 巻第36-55』國學院大學出版部、1910年
- 折口信夫編『国文学註釈叢書 第7巻 源氏物語 岷江入楚 1』名著刊行会、1929年
- 折口信夫編『国文学註釈叢書 第8巻 源氏物語 岷江入楚 2』名著刊行会、1929年
- 折口信夫編『国文学註釈叢書 第9巻 源氏物語 岷江入楚 3』名著刊行会、1929年
- 折口信夫編『国文学註釈叢書 第10巻 源氏物語 岷江入楚 4』名著刊行会、1929年
- 『日本文学古註釈大成 源氏物語古註釈大成 第1巻 源氏物語岷江入楚 上』日本図書センター、1978年10月
- 『日本文学古註釈大成 源氏物語古註釈大成 第2巻 源氏物語岷江入楚 中』日本図書センター、1978年10月
- 『日本文学古註釈大成 源氏物語古註釈大成 第3巻 源氏物語岷江入楚 下』日本図書センター、1978年10月
- 中田武司編『源氏物語古注集成 第11巻 岷江入楚 第1巻』桜楓社、1980年2月
- 中田武司編『源氏物語古注集成 第12巻 岷江入楚 第2巻』桜楓社、1984年1月
- 中田武司編『源氏物語古注集成 第13巻 岷江入楚 第3巻』桜楓社、1984年6月
- 中田武司編『源氏物語古注集成 第14巻 岷江入楚 第4巻』桜楓社、1983年2月
- 中田武司編『源氏物語古注集成 第15巻 岷江入楚 第5巻』桜楓社、1984年1月
- 中野幸一編『源氏物語古註釈叢刊 第6巻 岷江入楚 1（桐壷） - 11（花散里）』武蔵野書院、1984年6月
- 中野幸一編『源氏物語古註釈叢刊 第7巻 岷江入楚 12（須磨） - 26（常夏）』武蔵野書院、1986年5月
- 中野幸一編『源氏物語古註釈叢刊 第8巻 岷江入楚 27（篝火） - 42（雲隠）』武蔵野書院、1987年10月 ISBN 4-8386-0173-5
- 中野幸一編『源氏物語古註釈叢刊 第9巻 岷江入楚 43（匂兵部卿宮） - 55（夢浮橋）』武蔵野書院、2000年9月 ISBN 4-8386-0187-5